# Chen Zihe
Chen Zihe (chinesisch 陈子荷, Pinyin Chén Zǐhé; * 29. Februar 1968) ist eine ehemalige chinesische Tischtennisspielerin. Im Doppel mit Gao Jun wurde sie 1991 Weltmeister und bei den Olympischen Spielen 1992 Zweiter.

## Werdegang
Erste internationale Erfolge erzielte Chen Zihe bei den Jugend-Asienmeisterschaften, wo sie 1983 und 1986 der siegreichen Mannschaft angehörte und 1986 zudem Asienmeister im Doppel mit Gao Lijuan wurde.
Im Erwachsenenbereich nahm sie von 1987 bis 1995 an allen fünf Weltmeisterschaften teil. Hier wurde sie 1991 im Doppel mit Gao Jun Weltmeister, mit der chinesischen Mannschaft sowie im Mixed mit Xie Chaojie wurde sie Zweiter. 1989 und 1993 siegte sie im Mannschaftswettbewerb. 1993 erreichte sie mit Gao Jun das Doppel-Halbfinale. 1992 qualifizierte sie sich für die Teilnahme an den Olympischen Spielen. Hier gewann sie mit ihrer Doppelpartnerin Gao Jun die Silbermedaille hinter den Chinesinnen Deng Yaping/Qiao Hong. Im Einzel schied sie im Viertelfinale gegen Li Bun Hui (Nordkorea) aus.
Nach 1995 trat sie international nicht mehr in Erscheinung. Verschiedene Verletzungen beeinträchtigten ihre Aktivitäten und zwangen sie 1999 zur Aufgabe des Leistungssports.

## Aktivitäten in Deutschland
Chen Zihe schloss sich 1993 dem Bundesligisten VfB Lübeck an. 1996 wechselte sie zum TSV Betzingen, ein Jahr später zu Kasseler SV Auedamm, wo sie 1999 ihre aktive Laufbahn beendete.

## Privat
Chen Zihe ist mit dem chinesischen Tischtennisnationalspieler Xu Zengcai verheiratet.

## Turnierergebnisse
| Verband | Veranstaltung                      | Jahr | Ort                    | Land | Einzel        | Doppel        | Mixed      | Team |
| ------- | ---------------------------------- | ---- | ---------------------- | ---- | ------------- | ------------- | ---------- | ---- |
| CHN     | Asienspiele                        | 1990 | Peking                 | CHN  | Halbfinale    | Halbfinale    | Halbfinale | 1    |
| CHN     | Asienmeisterschaft ATTU (Junioren) | 1986 | Nagoya                 | JPN  |               | Gold          |            | 1    |
| CHN     | Asienmeisterschaft ATTU (Junioren) | 1983 | Al-Manama              | BRN  | Halbfinale    |               |            | 1    |
| CHN     | Olympische Spiele                  | 1992 | Barcelona              | ESP  | Viertelfinale | Silber        |            |      |
| CHN     | Weltmeisterschaft                  | 1995 | Tianjin                | CHN  | letzte 16     | Viertelfinale | letzte 64  |      |
| CHN     | Weltmeisterschaft                  | 1993 | Göteborg               | SWE  | Viertelfinale | Halbfinale    | letzte 16  | 1    |
| CHN     | Weltmeisterschaft                  | 1991 | Chiba City             | JPN  | letzte 32     | Gold          | Silber     | 2    |
| CHN     | Weltmeisterschaft                  | 1989 | Dortmund               | FRG  | Viertelfinale | Viertelfinale | letzte 16  | 1    |
| CHN     | Weltmeisterschaft                  | 1987 | New Delhi              | IND  | letzte 32     | Viertelfinale | letzte 16  |      |
| CHN     | World Doubles Cup                  | 1992 | Las Vegas              | USA  |               | Halbfinale    |            |      |
| CHN     | WTC-World Team Cup                 | 1991 | Barcelona              | ESP  |               |               |            | 1    |
| CHN     | WTC-World Team Cup                 | 1990 | Hokkaido, Aomori, Niig | JPN  |               |               |            | 1    |